# Військовий оркестр

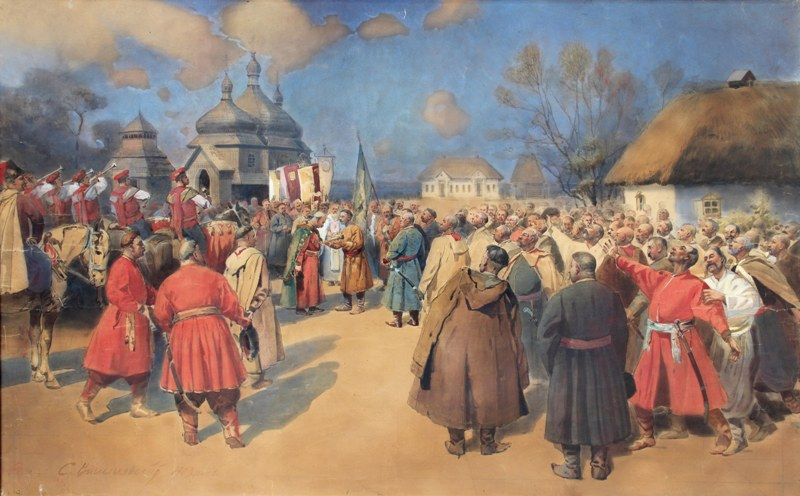
Військові сурмачі на картині С. Васильківського

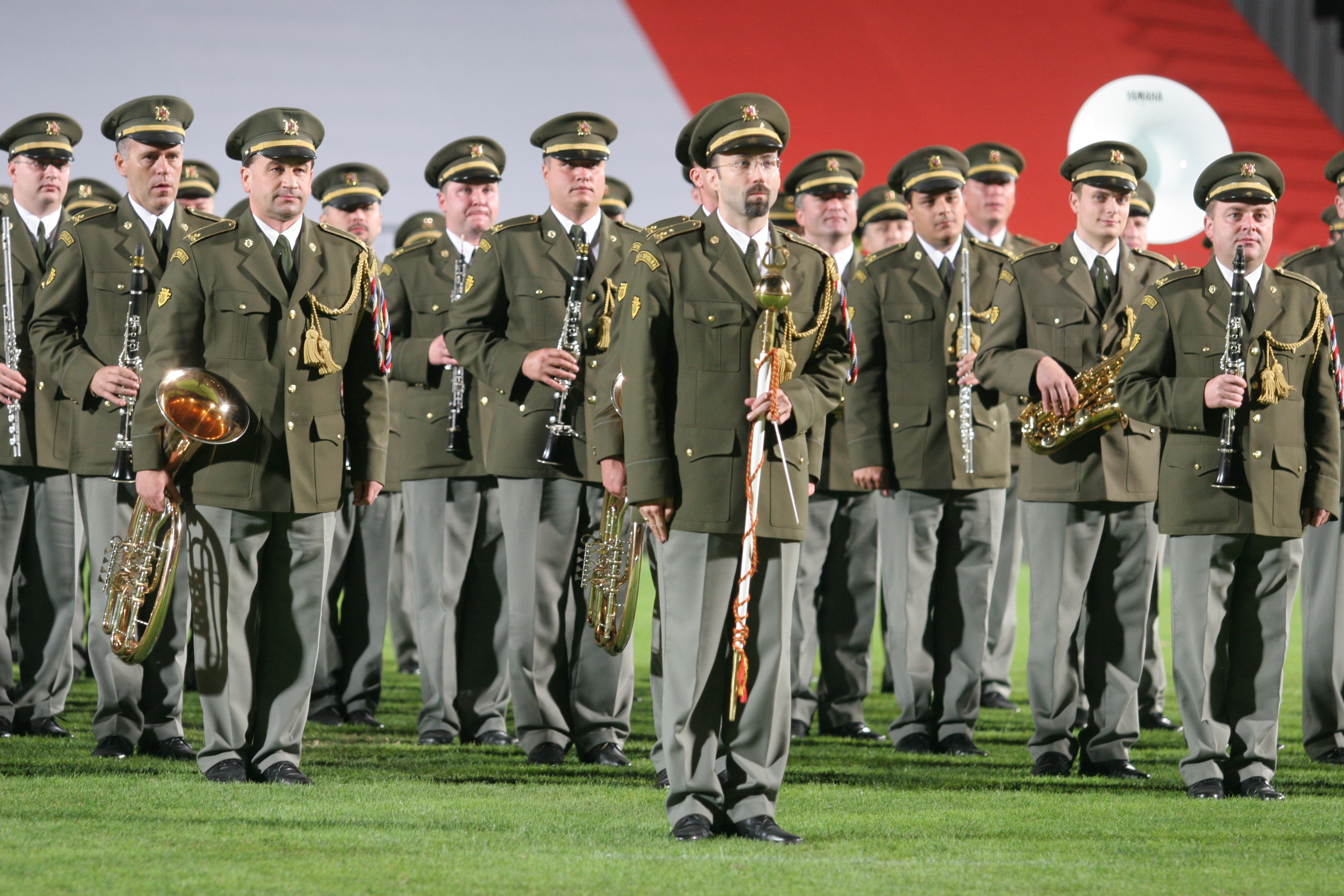
Центральний оркестр Чеської армії

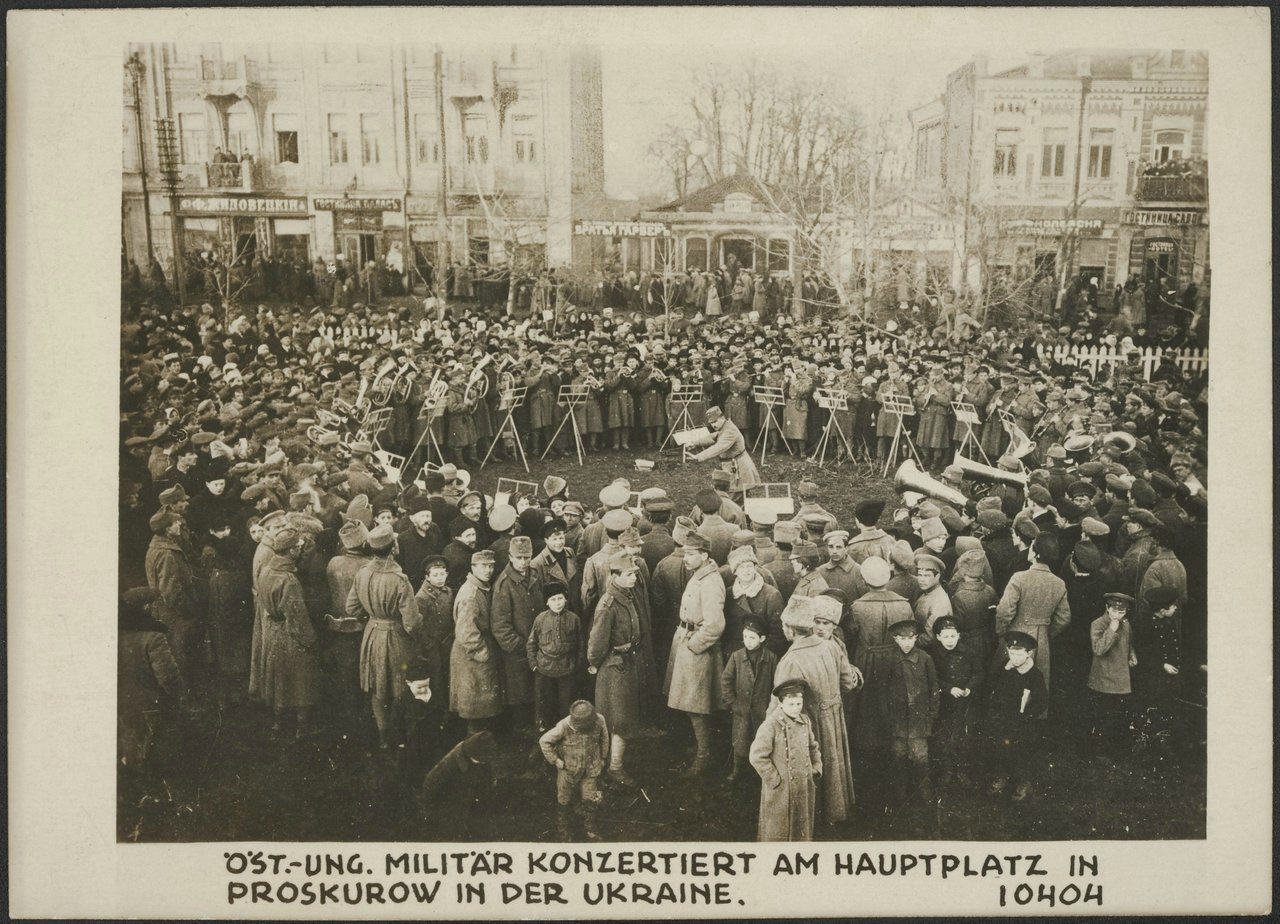
Військовий оркестр у Проскурові, 1918

Військовий оркестр — штатний військовий підрозділ, призначений для виконання військової музики при стройовому навчанні військ, під час відправлення військових ритуалів, урочистих церемоній, військових парадів, а також для концертної діяльності.
Існують військові оркестри однорідні, що складаються з мідних та ударних інструментів, і змішані, що включають також групу дерев'яних духових інструментів. Керівництво військовим оркестром здійснює військовий диригент.

## Історія військових оркестрів
Застосування музичних інструментів (духових і ударних) у військовому поході та на війні було відоме вже древнім народам. На використання інструментів в руському війську вказують літописи XIV ст.: «і начаша мнози голоси ратних труб трубіті, і варгани тепут (звучать), і стязи ревуть неволчени».
На Заході пристрій більш-менш організованих військових оркестрів сягає XVII століття. При Людовіку XIV оркестр складався з сопілок, гобоя, фаготів, труб, литавр, барабанів. Всі ці інструменти ділилися на три групи та рідко поєднувалися разом: сопілка і барабани; труби і литаври; гобої і фаготи.
У 18-му столітті військова музика окрім маршового ритмічного звучання розширилась до мелодійного звучання, що стало наслідком уведення у військові підрозділи нових музичних інструментів, головним чином, кларнету. До початку 19-го століття військові оркестри у Франції, Німеччини крім вищезазначених інструментів застосовували валторни, Серпент, тромбони і великі барабани, тарілки, трикутники. В першій половині 19-го століття у військових оркестрах з'явилися труби, корнети, бюгельгорни, офіклеїди з пістонами, туби, саксофони. Нова організація військових оркестрів із Заходу перейшла і в Російську імперію.

## Військові оркестри в арміях країн світу

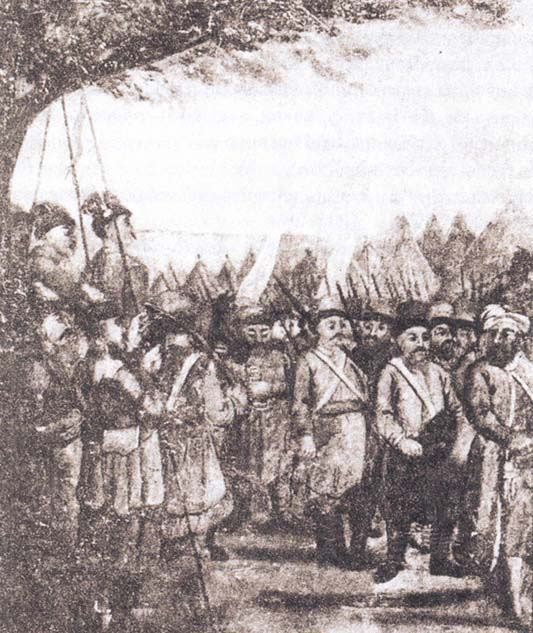
Сердюки на марші під бій довбиша

Військові оркестри існують в багатьох країнах у складі збройних сил та окремих військових підрозділів. В окремих країнах також існують спеціальні управління, що забезпечують діяльність військових оркестрів.

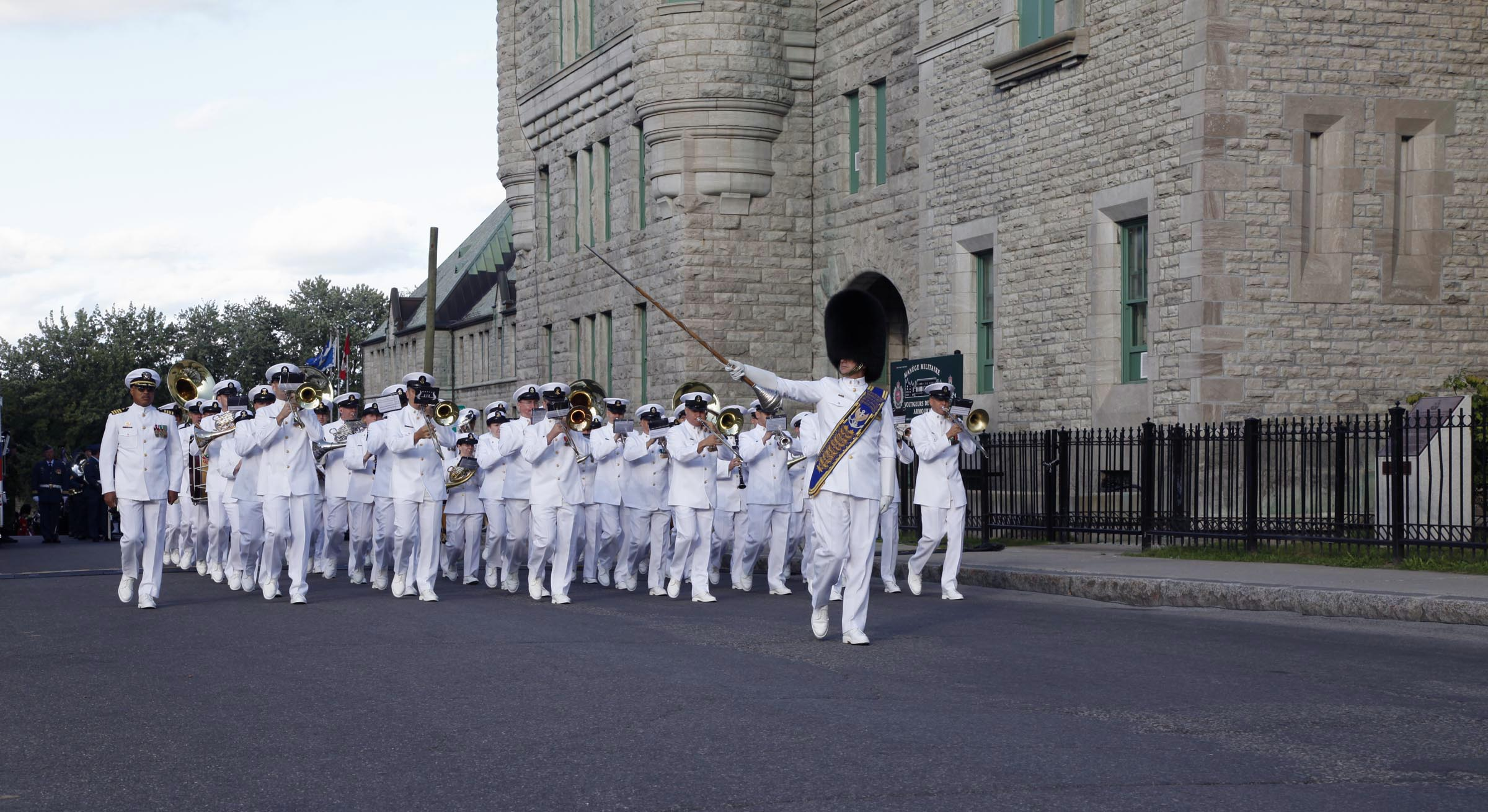
Оркестр Військово-морських сил США
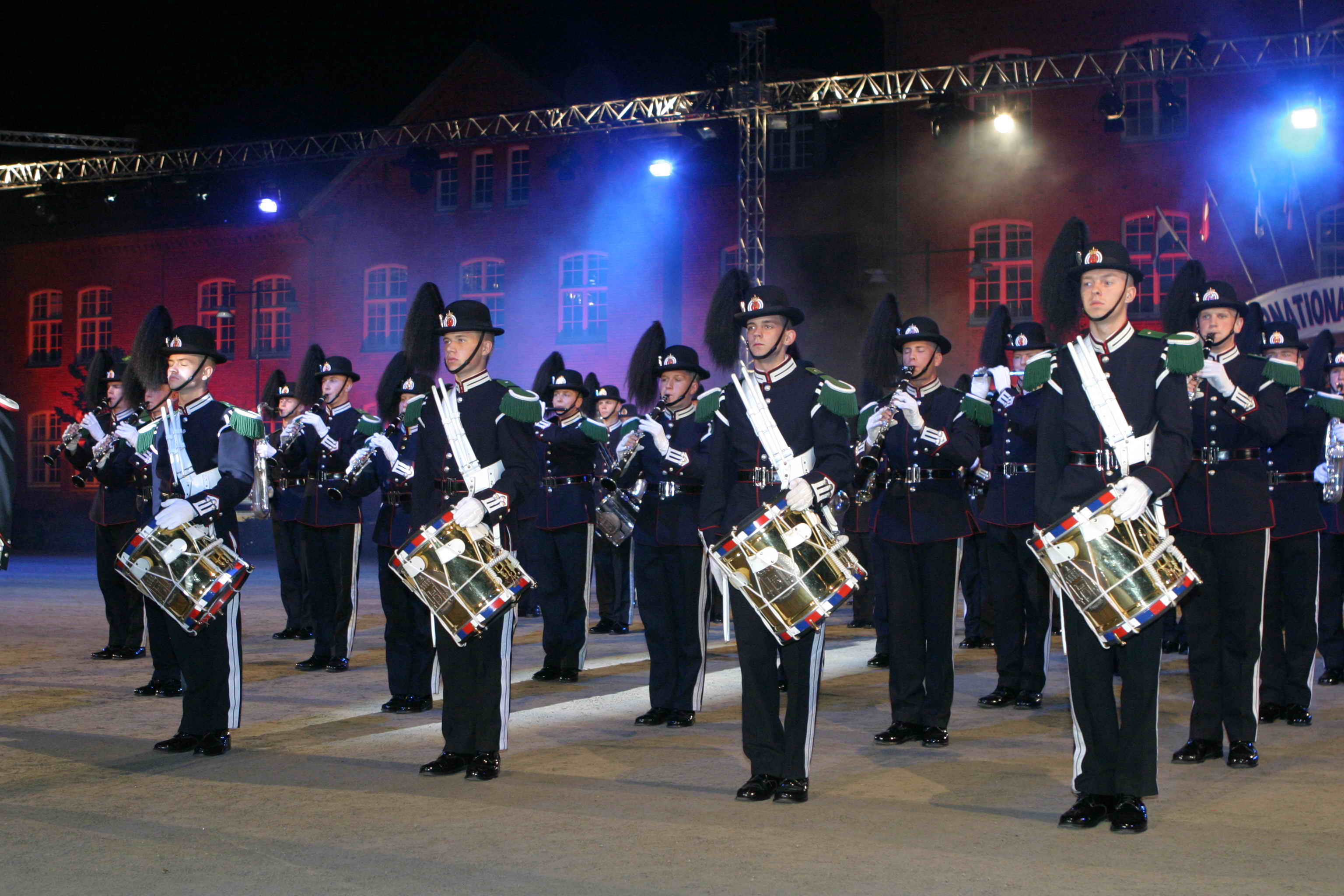
Оркестр Королівської гвардії Норвегії
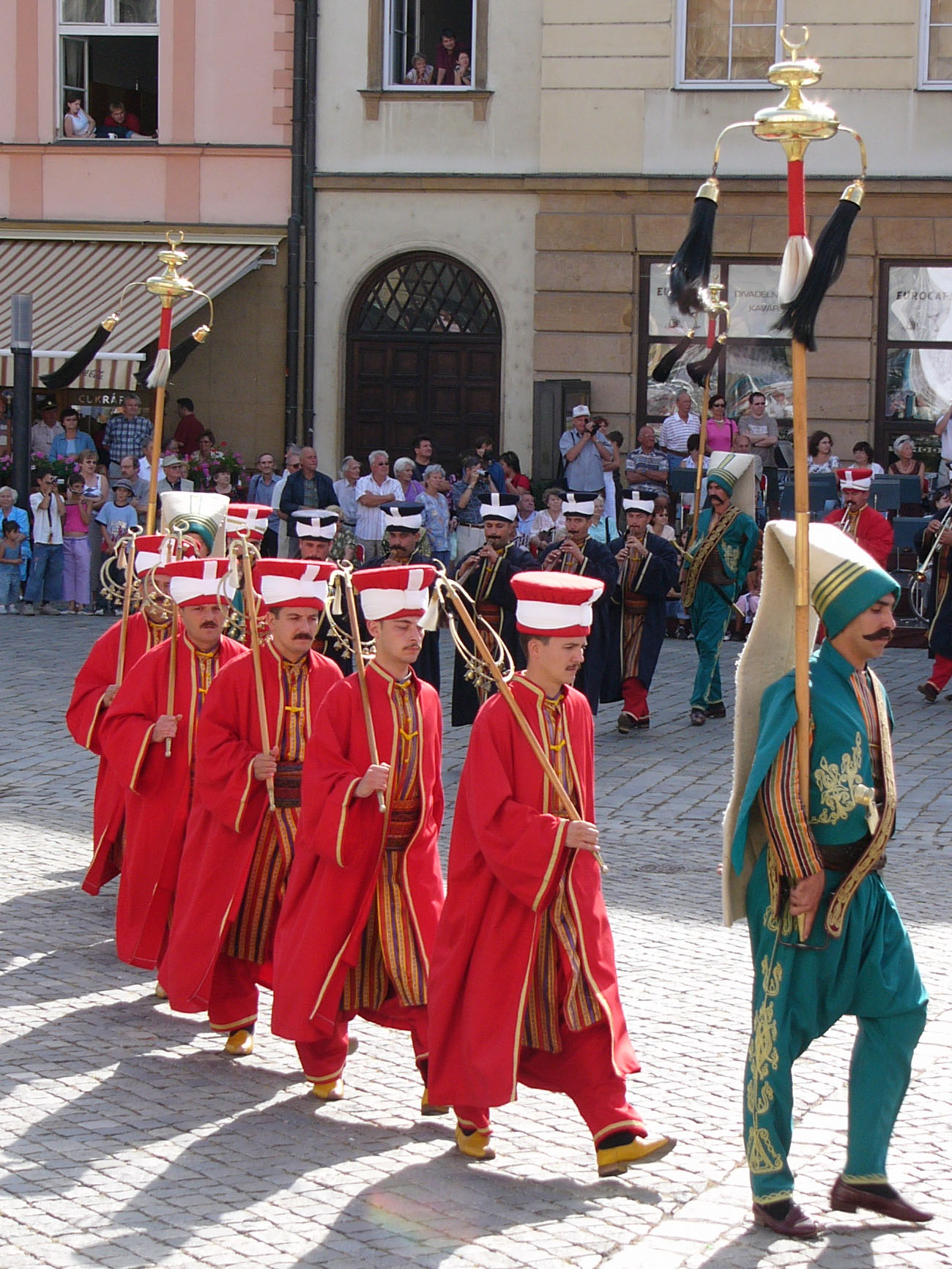
Оркестр яничар Османської імперії (реконструкція)
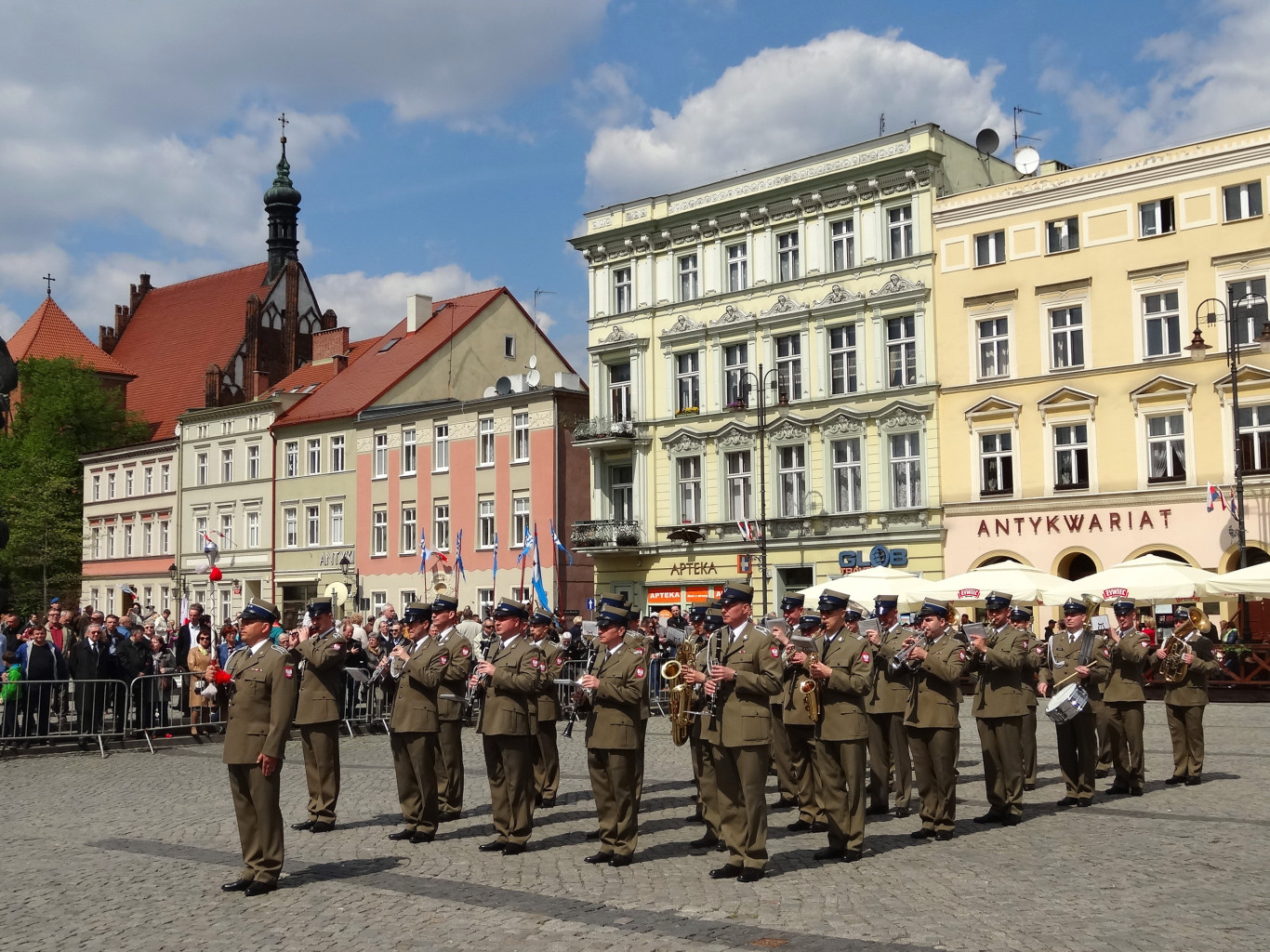
Оркестра польська
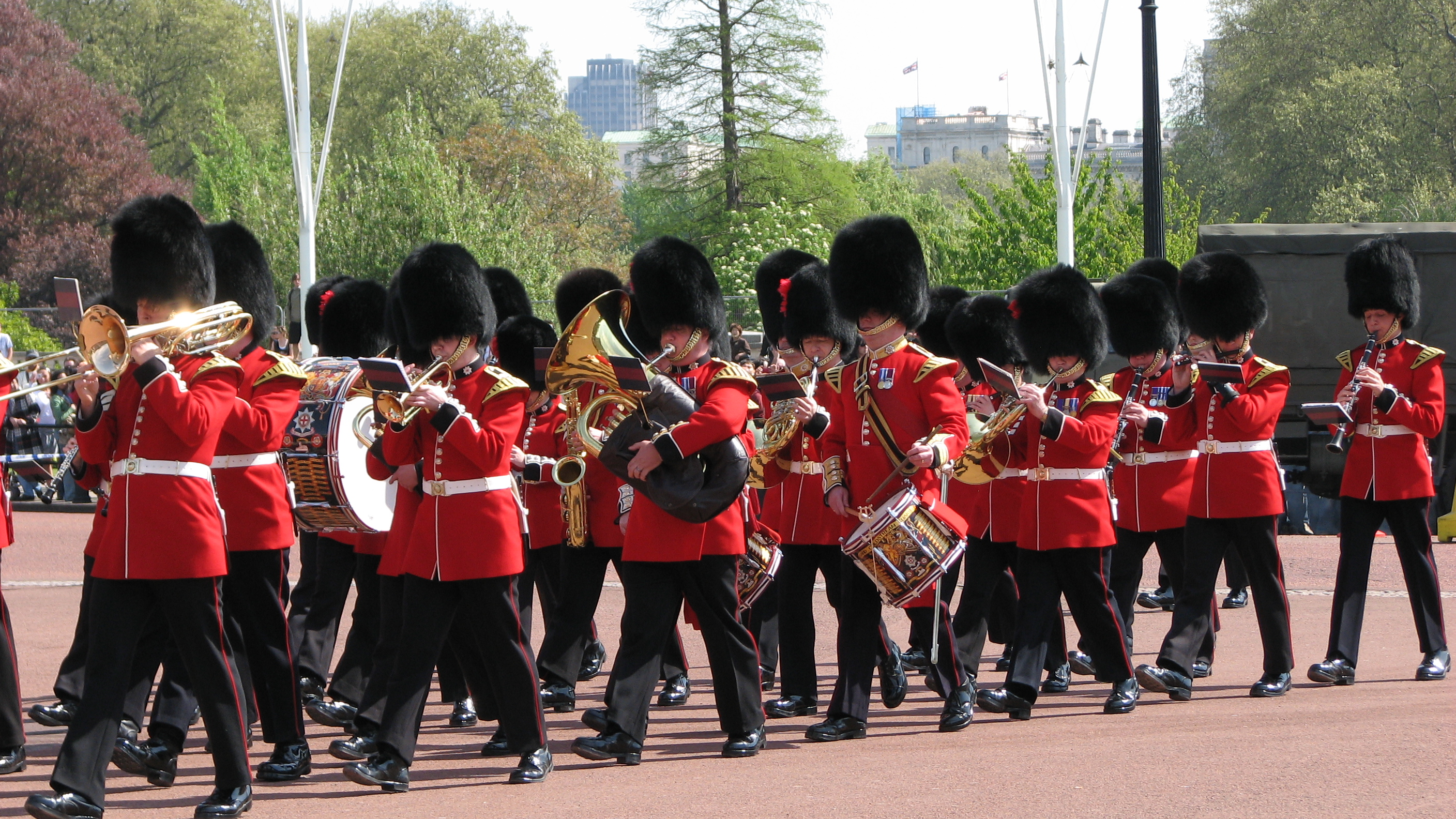
Оркестра Велика Британія

## Військові оркестри в українському війську

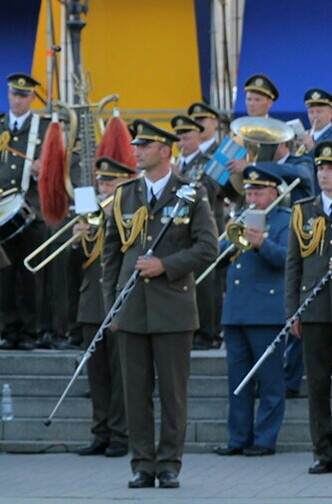

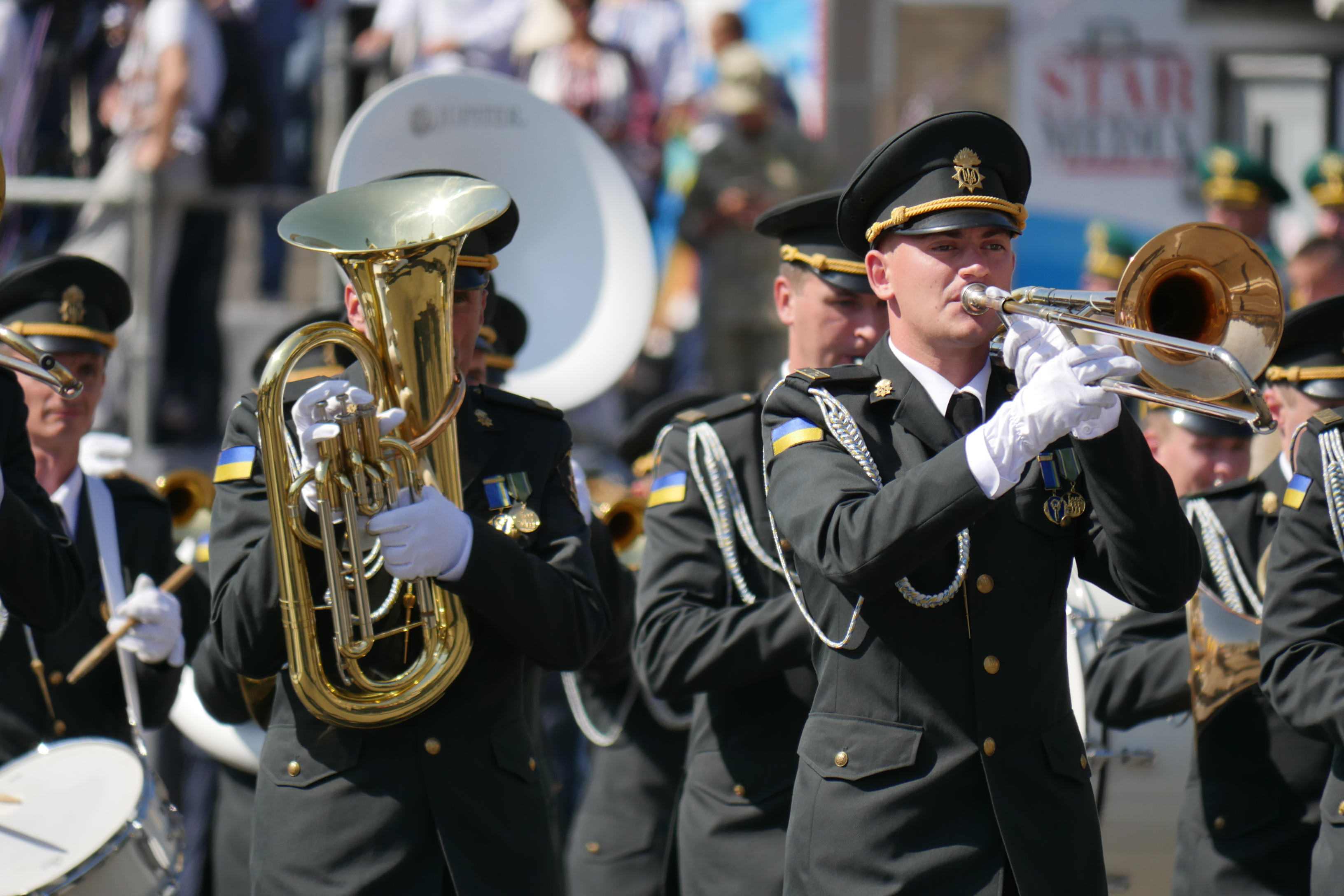

В 16-18 століттях в українському козацькому війську існувала спеціальна посада, військовий довбишовий (довбиш) — військовий службовець, що відав військовими литаврами, за допомогою яких скликали запорожців на загальні козацькі ради (1 січня нового року, на 2-3-й день Великодня, на 1 жовтня – храмове свято Покрови Пресвятої Богородиці на Січі), а також перед військовими походами або під час прибуття на Січ офіційних осіб. 
На час проголошення незалежності в Україні нараховувалося 129 військових оркестрів.
В складі Генерального штабу ЗС України функціонує Військово-музичне управління — структурний підрозділ Генерального штабу Збройних сил України призначений для планування спеціальної підготовки, організації концертної діяльності, музичного забезпечення державних свят, гарнізонних заходів, підготовки оркестрів до параду військ, військовими оркестрами.